# Sant Pere de Gavà
Sant Pere de Gavà és una església del municipi de Gavà (Baix Llobregat) que forma part de l'Inventari del Patrimoni Arquitectònic de Catalunya.

## Descripció
És una església de grans proposicions d'una nau única amb transsepte i cúpula al creuer coronada per un llanternó hexagonal. Façana plana i accés per galeria porticada amb arcs de mig punt. Campanar, de secció quadrada, és vuitavat i, per tant, amb coberta de vuit vessants. A les façanes laterals hi ha contraforts i una sagristia. L'edifici és d'obra vista.

## Història
L'església parroquial va construir-se en el lloc de l'antiga, iniciada en esclatar la Guerra Civil. El temple de Sant Pere va començar a construir-se l'any 1945. El bisbe de Barcelona, Gregorio Modrego posà la primera pedra el gener de 1941. La manca de mitjans econòmics va aturar la construcció l'any 1948, que recomençà el 1952; set anys més tard era acabada.